# Antoine Jaccoud
 (décembre 2021).
Antoine Jaccoud, né le 25 juillet 1957 à Lausanne, est un écrivain, dramaturge et scénariste vaudois.

## Biographie

### Naissance, formation et famille
Antoine Jaccoud naît dans un milieu modeste le 25 juillet 1957 à Lausanne , ville dans laquelle il passe son enfance. Son père travaille dans le domaine des transports, d'abord comme salarié puis comme indépendant à la tête d'une petite entreprise.
Après une licence en sciences politiques obtenue en 1981, il fait quelques années de journalisme (au magazine suisse L’Hebdo, dans les rubriques société et cinéma) avant de se former à l'écriture dramatique auprès du cinéaste polonais Krzysztof Kieślowski puis du pédagogue tchèque, émigré aux États-Unis, Frank Daniel.
Il est marié et père de deux enfants.

### Scénariste
En tant que scénariste, il a été associé à l’écriture de nombreux films suisses ou francophones de fiction ou documentaires. Il a ainsi coécrit Azzuro de Denis Rabaglia (« Meilleur film suisse de l’année » 2000, Prix du scénario au Festival du Film Francophone de Namur), La Bonne Conduite de Jean-Stéphane Bron, documentaire primé en Suisse et à l’étranger, Luftbusiness de Dominique de Rivaz, avant de cosigner, avec la réalisatrice Ursula Meier, Home, qui a été présenté en première mondiale à la Semaine de la Critique au festival de Cannes 2008, et a reçu plus de vingt récompenses internationales à ce jour, dont le Prix du cinéma suisse (scénario et réalisation). Cette collaboration avec Ursula Meier se poursuit avec l’écriture de L'Enfant d'en haut, récompensé d'un Silver Bear au Festival de Berlin 2012.
Par ailleurs script-doctor et consultant[réf. nécessaire], Antoine Jaccoud est intervenu sur Mein Name ist Bach de Dominique de Rivaz (« Meilleur film suisse de l’année » en 2004), Tout un hiver sans feu de Greg Zglinski (même récompense en 2005) et Des épaules solides d’Ursula Meier, (Prix TV5 du meilleur film francophone, 2003). Il a également collaboré avec la cinéaste française Catherine Corsini sur son film Partir (2009), puis Trois Mondes (sortie 2012) et avec la réalisatrice tunisienne Raja Amari pour Les Secrets.
Il est aussi consultant pour diverses commissions et compagnies de production européennes.[réf. nécessaire]
Il est par ailleurs membre du collectif Bern ist überall, groupe d’auteurs phare du slam et récipiendaire du Prix de Littérature de la ville de Berne en 2011.
Il a travaillé notamment au Québec, en Israël, en Géorgie, en Belgique au titre d’intervenant dans nombre de programmes d’enseignements du scénario. Il intervient par ailleurs chaque année depuis 2006 auprès de la Wajda Film School de Varsovie dans le cadre du programme européen Ekran.[réf. nécessaire]

### Théâtre
Il est de 1996 à 2005 le dramaturge de la compagnie lausannoise Théâtre en Flammes. C’est cette compagnie suisse, fondée par le metteur en scène Denis Maillefer, qui crée ses pièces principales : Je suis le mari de Lolo, monologue du mari d’une défunte porno star, en 2001 ; Le Voyage en Suisse, méditation ironique et noire jouée en 2003 dans un autobus en déplacement, et On liquide, en 2004, « farce tragique » consacrée à la disparition de la paysannerie. Ces trois spectacles ont également été présentés à l’étranger.
Il organise avec la comédienne neuchâteloise Françoise Boillat en juin 2005 au théâtre Saint-Gervais, à Genève, un Essai de théâtre documentaire qui donnait la parole à quatorze survivants du massacre de Srebrenica. Ces relations avec la Bosnie se poursuivent avec la création, le 15 novembre 2005, d’une pièce inédite en Suisse : Les Chiens, au Théâtre National de la ville de Tuzla, dans une mise en scène d’Haris Prolic. Cette dernière pièce est lauréate du concours de la Société suisse des auteurs[Quand ?].
En avril 2003, il est à l'origine de deux créations : Après, mis en scène par Claude Thébert, et Le Spectacle du Bicentenaire œuvre cinématographique et théâtrale, présenté à la cathédrale de Lausanne et dans l'abbatiale de Payerne, créé spécialement pour célébrer 200 ans d'histoire vaudoise par Antoine Jaccoud, Denis Maillefer, Grégoire Mayor et Julien Sulser.
En novembre 2006, il crée En attendant la grippe aviaire, nouvelle pièce qui met en perspective les grands effrois de notre temps, et que l’on trouve, avec les pièces précédentes, dans le recueil publié en 2007 chez Bernard Campiche Éditeur.
En 2010, il crée à Lausanne Obèse, pièce semi documentaire qui mobilise des comédiens professionnels et des personnes en surpoids, tandis que la traduction allemande de Je suis le mari de Lolo permet une création à Cologne puis au Stadt Theater de Bâle (novembre 2009). Il en va de même pour En attendant la grippe aviaire, créé en allemand, sous le titre de Pandemie, au Stadt theater de Bâle en juin 2011. Cette même année, il écrit Désalpe, œuvre de poésie sonore, créé à La Chaux-de-Fonds en juin 2011.
Il est par ailleurs membre du collectif Bern ist überall, groupe d’auteurs phare du slam et récipiendaire du Prix de Littérature de la ville de Berne en 2011.

## Filmographie
- 2008 : Home d'Ursula Meier (scénariste)
- 2012 : L'Enfant d'en haut d'Ursula Meier (scénariste)
- 2014 : Bouboule de Bruno Deville (scénariste)
- 2015 : Vingt et une nuits avec Pattie de Jean-Marie et Arnaud Larrieu (consultant au scénario). Prix du meilleur scénario au Festival international du film de Saint-Sébastien 2015.
- 2016 : Miséricorde de Fulvio Bernasconi (scénariste)
- 2018 : Le vent tourne de Bettina Oberli (co-scénariste)
- 2018 : Ondes de choc, épisode Journal de ma tête d'Ursula Meier (scénariste)
- 2018 : Les Insulaires de Stéphane Goël (scénariste)
- 2022 : La Ligne d'Ursula Meier (scénariste)

## Distinctions
- 2013 : Prix culturel vaudois Littérature[4]

- 2016 : Prix d'honneur des Journées de Soleure[12]

## Écrits
- Antoine Jaccoud, Au K2 ! : Portrait de Guillaume Perret, Lausanne, art&fiction, coll. « Portraits », 2025, 96 p. (ISBN 978-2-88964-082-9)
- Antoine Jaccoud et Nicolas Fournier, Après l'averse : Tableau de la catastrophe, Lausanne, art&fiction, 2023, 192 p. (ISBN 978-2-88964-050-8)
- Antoine Jaccoud, Désalpe, Lausanne, BSN Press, 2023, 84 p. (ISBN 978-2-940648-41-2)
- Antoine Jaccoud, Au revoir, Lausanne, BSN Press, 2019, 64 p. (ISBN 978-2-940516-97-1)
- Antoine Jaccoud, Adieu aux bêtes, Éditions d'autre part, 2017, 76 p. (ISBN 978-2-940518-44-9)
- Antoine Jaccoud, Country, Éditions d'autre part, 2016, 122 p. (ISBN 978-2-940518-36-4)[13]
- Antoine Jaccoud (ill. Isabelle Pralong), Adelboden, Lausanne, Éditions Humus, 2014, 72 p. (ISBN 978-2-940127-79-5)
- Antoine Jaccoud, En attendant la grippe aviaire et autres pièces, Sainte-Croix, Bernard Campiche Éditeur, 2006, 464 p. (ISBN 978-2-88241-192-1)